# Mała Elektrownia Wodna Wisłok
Mała Elektrownia Wodna Wisłok – mała elektrownia wodna o mocy 660 kW zlokalizowana na rzeszowskiej zaporze na rzece Wisłok.
Właścicielem elektrowni jest warszawska spółka celowa firmy ESI powołana w 2002 roku. Inwestycja elektrowni wyniosła około 12 mln zł.
Wraz z elektrownią inwestor wybudował w tym samym miejscu nowoczesną przepławkię o długości 270 metrów dla ryb, które chcą płynąć w górę rzeki.